# Kalli & Co.
Kalli & Co. es un videojuego de carreras top-down de 1994 desarrollado por Ad Games y publicado por Volkswagen para DOS.

## Jugabilidad
Kalli & Co. es un advergame que pone al jugador al volante de un Volkswagen Golf. El objetivo es conducir por una carretera lo más lejos posible. Para hacer esta tarea más difícil, el camino está lleno de obstáculos como manchas de aceite o bolas rodando por la calle que deben evitarse, ya que cualquier contacto con estos significa el final de la carrera al instante. Se pueden recolectar tréboles de cuatro hojas adicionales al conducir sobre ellos y otorgar al conductor del automóvil puntos adicionales. Después de la carrera, si el resultado fue lo suficientemente bueno, los puntajes se pueden ingresar en una lista de puntajes altos.